# Torrey Craig
Torrey Craig (* 19. Dezember 1990 in Columbia, South Carolina) ist ein US-amerikanischer Basketballspieler.

## Laufbahn
Craig wuchs ohne Vater auf, seine Mutter saß zeitweilig aufgrund von Rauschgiftvergehen im Gefängnis, sodass er insbesondere von seiner Großmutter sowie seiner großen Schwester erzogen wurde. Er spielte als Schüler an der Great Falls High School in seinem Heimatbundesstaat South Carolina. 2010 wechselte er an die University of South Carolina – Upstate in die NCAA Division I und nahm ein Studium im Fach Kommunikationswissenschaft auf. Dort spielte er bis 2014 und stand mit 2128 erzielten Punkten auf dem zweiten Rang der ewigen Korbjägerliste der Hochschulmannschaft, als er diese verließ. In seinen vier Jahren an der University of South Carolina – Upstate erzielte er im Schnitt 16,2 Punkte je Begegnung. Mit insgesamt 297 getroffenen Dreipunktwürfen und 944 Rebounds stellte Craig, zu dessen Mannschaftskollegen auch der Deutsche Mario Blessing zählte, jeweils neue Bestmarken für „USC Upstate“ auf. Im Spieljahr 2011/12 wurde Craig als Spieler des Jahres der Atlantic Sun Conference ausgezeichnet.
Beim Draftverfahren der NBA im Jahr 2014 blieb Craig unberücksichtigt, er wechselte daraufhin zur australischen Mannschaft Cairns Taipans in die NBL. Craig spielte bis 2017 für verschiedene Mannschaften in Australien und Neuseeland. In der Saison 2016/17 wurde er als bester Verteidiger der Liga ausgezeichnet und erzielte im Durchschnitt 15,2 Punkte sowie 8 Rebounds je Begegnung für die Brisbane Bullets. Anschließend spielte er in der Frühjahrssaison 2017 für die Gold Coast Rollers in der australischen Queensland Basketball League und trumpfte dort mit Mittelwerten von 28,2 Punkten sowie 9,9 Rebounds je Begegnung auf.
Im Sommer 2017 lief Craig in seinem Heimatland für die Denver Nuggets in der Sommerliga der NBA auf und wurde anschließend mit einem Zweiwegevertrag ausgestattet. In der NBA-Saison 2017/18 kam er auf Mittelwerte von 4,2 Punkten sowie 3,3 Rebounds je Einsatz, überzeugte insbesondere durch seine Verteidigungsleistungen und erhielt im Sommer 2018 eine Vertragsverlängerung in Denver.
Im Dezember 2020 verpflichteten ihn die Milwaukee Bucks, welche ihn Mitte März 2021 an die Phoenix Suns abgaben.
Für die NBA-Saison 2021/22 wurde Torrey Craig von den Indiana Pacers verpflichtet, die er vor allem in der Verteidigung verstärken sollte. Im Februar 2022 gelangte er durch einen Spielertausch wieder zu den Phoenix Suns. Im Gegenzug gab Phoenix Jalen Smith sowie ein künftiges Draftauswahlrecht an Indiana ab. In 79 Einsätzen für Phoenix traf Craig während des Spieljahres 2022/23 insgesamt 100 Dreipunktwürfe. Im Juli 2023 holten ihn die Chicago Bulls in ihr Aufgebot. Dort spielte er bis Anfang Februar 2025. Im selben Monat wurde Craig von den Boston Celtics verpflichtet.

## Karriere-Statistiken

### NBA

#### Hauptrunde
| Saison  | Team                | GP  | GS  | MPG  | FG % | 3P % | FT % | RPG | APG | SPG | BPG | PPG |
| ------- | ------------------- | --- | --- | ---- | ---- | ---- | ---- | --- | --- | --- | --- | --- |
| 2017–18 | Denver              | 39  | 5   | 16.1 | .453 | .293 | .629 | 3.3 | 0.6 | 0.3 | 0.4 | 4.2 |
| 2018–19 | Denver              | 75  | 37  | 20.0 | .442 | .324 | .700 | 3.5 | 1.0 | 0.5 | 0.6 | 5.7 |
| 2019–20 | Denver              | 58  | 27  | 18.5 | .461 | .326 | .611 | 3.3 | 0.8 | 0.4 | 0.6 | 5.4 |
| 2020–21 | Milwaukee / Phoenix | 50  | 8   | 16.1 | .480 | .368 | .773 | 3.9 | 1.0 | 0.6 | 0.5 | 5.5 |
| 2021–22 | Indiana / Phoenix   | 78  | 16  | 20.5 | .454 | .329 | .750 | 4.0 | 1.2 | 0.6 | 0.5 | 6.6 |
| 2022–23 | Phoenix             | 79  | 60  | 24.7 | .456 | .395 | .711 | 5.4 | 1.5 | 0.6 | 0.8 | 7.4 |
| 2023–24 | Chicago             | 53  | 14  | 19.8 | .430 | .392 | .750 | 4.1 | 1.1 | 0.6 | 0.4 | 5.7 |
| 2024–25 | Chicago / Boston    | 26  | 4   | 12.1 | .422 | .364 | .667 | 2.8 | 0.7 | 0.3 | 0.5 | 4.2 |
| Gesamt  | Gesamt              | 458 | 171 | 19.5 | .452 | .354 | .701 | 3.9 | 1.0 | 0.5 | 0.6 | 5.9 |

#### Play-offs
| Saison  | Team    | GP | GS | MPG  | FG % | 3P % | FT % | RPG | APG | SPG | BPG | PPG |
| ------- | ------- | -- | -- | ---- | ---- | ---- | ---- | --- | --- | --- | --- | --- |
| 2018–19 | Denver  | 14 | 11 | 23.6 | .478 | .472 | .563 | 5.1 | 0.9 | 0.5 | 0.4 | 6.6 |
| 2019–20 | Denver  | 19 | 3  | 19.7 | .423 | .262 | .692 | 3.3 | 0.7 | 0.4 | 0.4 | 4.5 |
| 2020–21 | Phoenix | 22 | 0  | 12.1 | .427 | .405 | .615 | 2.9 | 0.4 | 0.0 | 0.4 | 4.0 |
| 2021–22 | Phoenix | 9  | 0  | 7.7  | .364 | .300 | .500 | 1.7 | 0.6 | 0.4 | 0.2 | 2.2 |
| 2022–23 | Phoenix | 11 | 5  | 16.6 | .578 | .440 | .889 | 2.3 | 0.5 | 0.5 | 0.2 | 6.5 |
| 2024–25 | Boston  | 5  | 0  | 4.2  | .500 | .667 | –    | 1.0 | 0.6 | 0.2 | 0.0 | 1.2 |
| Gesamt  | Gesamt  | 80 | 19 | 15.6 | .457 | .386 | .660 | 3.0 | 0.6 | 0.3 | 0.3 | 4.5 |